# Estranho (pessoa)

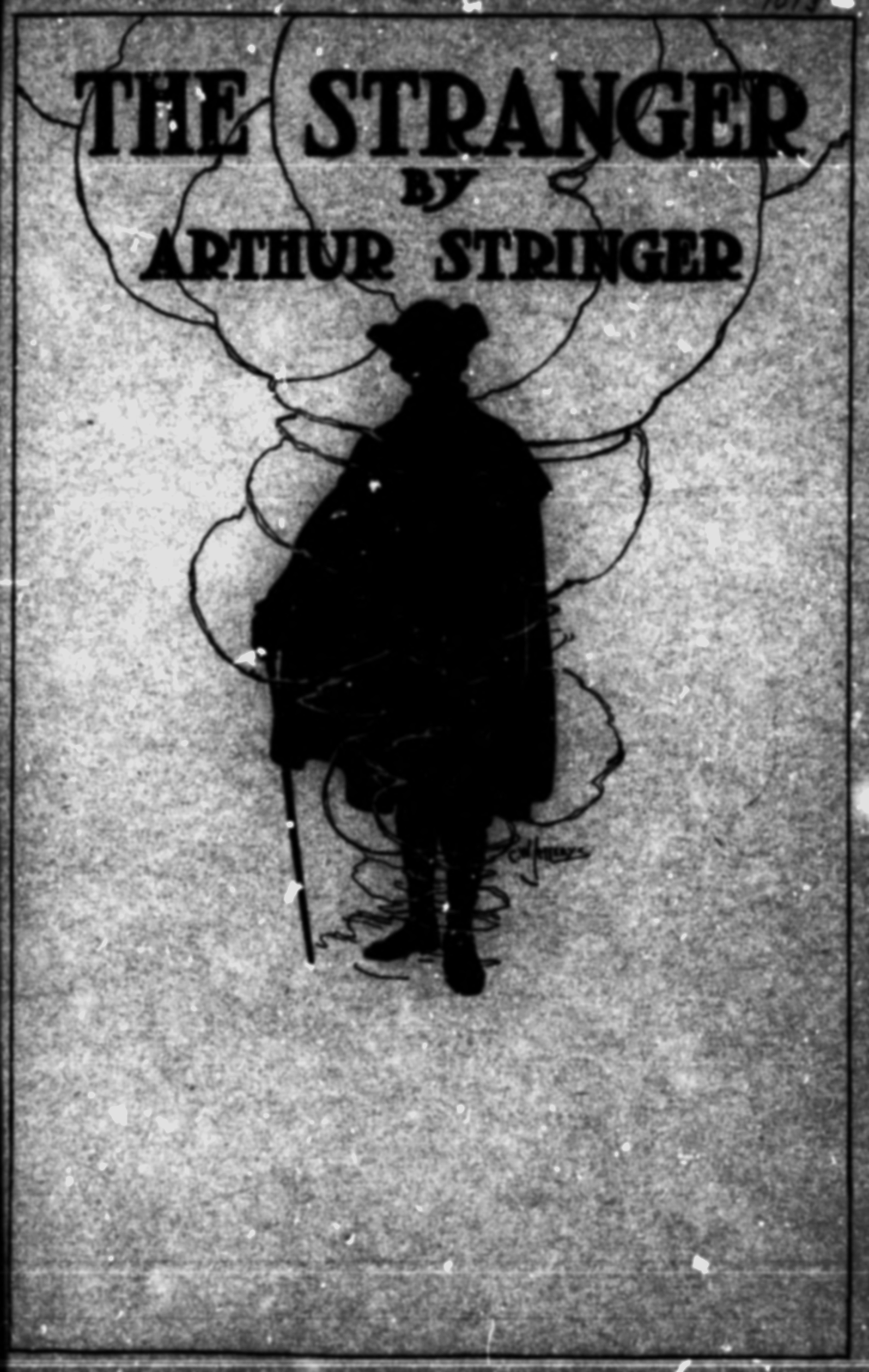
O livro de 1919, O Estranho, é uma das muitas obras de ficção que giram em torno das circunstâncias decorrentes da chegada de um estranho à vida de personagens já estabelecidos.

Um estranho é uma pessoa que é desconhecida para outra pessoa ou grupo. Por conta desse status de desconhecido, um estranho pode ser percebido como uma ameaça até que sua identidade e caráter possam ser apurados. Diferentes categorias de estranhos foram identificadas para fins das ciências sociais, e a tendência de que estranhos e estrangeiros se sobreponham tem sido examinada.
A presença de um estranho pode colocar em xeque uma ordem social estabelecida, "porque o estranho não é nem amigo nem inimigo; e porque pode ser ambos". A desconfiança em relação aos estranhos levou ao conceito de perigo dos estranhos (e à expressão "não fale com estranhos"), em que se dá ênfase excessiva ao ensino das crianças para temer estranhos, apesar de as fontes mais comuns de abdução ou abuso serem pessoas conhecidas pela criança.

## Definições
Um estranho é comumente definido como alguém que é desconhecido para outro. Uma vez que os indivíduos tendem a ter um círculo relativamente pequeno de familiares, amigos, conhecidos e outras pessoas de seu convívio — algumas centenas ou alguns milhares dentre os bilhões de pessoas no mundo — a grande maioria das pessoas são estranhas umas às outras. Pode também, de forma mais figurada, referir-se a uma pessoa para quem um conceito é desconhecido, como ao descrever um assunto controverso como "não estranho à controvérsia", ou uma pessoa insalubre como "alheia à higiene". Um estranho é tipicamente representado como um forasteiro e uma fonte de ambivalência, pois pode ser amigo, inimigo ou ambos.:24–5 A palavra stranger deriva do termo em francês médio estrangier, que significa um estrangeiro ou alienígena.:39
As fronteiras do que pessoas ou grupos são considerados estranhos variam de acordo com as circunstâncias e a cultura, bem como entre aqueles que atuam nos campos da sociologia e da filosofia em contextos mais amplos. De acordo com o sociólogo e filósofo Zygmunt Bauman, toda sociedade produz seus próprios estranhos, e as naturezas do "estranhamento" são "imensamente maleáveis [e] construídas pelo homem".:23–5 Alternativamente, Lisa Atwood Wilkinson escreveu que "[por definição, quem é estranho para mim é alguém que não é um amigo: um estranho é uma pessoa que não está relacionada a mim por sangue ou casamento, não é membro da minha tribo ou etnia, e não é concidadão]". Outra afirma que "[foi argumentado por muitos filósofos que todos nós somos estranhos na Terra, alienados dos outros e de nós mesmos, mesmo em nosso próprio país]".

### Tipos de estranhos
O estado de ser um estranho pode ser examinado em graus. Por exemplo, alguém pode ser um estranho parcial em casos em que é incapaz de se comunicar, ou quando outro não consegue compreender aspectos de um indivíduo, sua perspectiva ou experiências.:39 Alternativamente, pode-se ser um estranho moral para outro que age "a partir de compromissos morais fundamentalmente divergentes", mesmo que a pessoa seja um amigo próximo ou membro da família.:39
Um estranho com o qual uma pessoa não teve nenhum contato anteriormente pode ser denominado "estranho total" ou "estranho perfeito". Algumas pessoas consideradas "estranhas", devido à ausência de uma relação formalmente estabelecida entre elas e os demais, são, no entanto, mais familiares do que um estranho total. Um estranho familiar é um indivíduo reconhecido por outro por compartilhar regularmente um mesmo espaço físico, como uma rua ou ponto de ônibus, mas com quem não há interação. Identificado pela primeira vez por Stanley Milgram no artigo de 1972 The Familiar Stranger: An Aspect of Urban Anonymity, tornou-se um tópico cada vez mais popular em pesquisas sobre redes sociais e comunicação mediada por tecnologia. Estranhos consequenciais são conexões pessoais além da família e dos amigos íntimos. Também conhecidos como vínculos "periféricos" ou "fracos", situam-se no amplo território social entre estranhos e intimidade. O termo foi cunhado por Karen L. Fingerman e posteriormente desenvolvido por Melinda Blau, que colaborou com o psicólogo para explorar e popularizar o conceito.

### Estranhos e estrangeiros
Um estranho não é necessariamente um estrangeiro, embora seja altamente provável que um estrangeiro seja também um estranho:
Um estrangeiro, diz o dicionário, é alguém que não é do próprio país, enquanto um estranho é alguém que não é nem amigo nem conhecido. Embora se sobreponham, os dois significados não são sinônimos: um estranho é frequentemente um estrangeiro, embora não necessariamente (ele pode morar logo ali na esquina); a maioria dos estrangeiros também é composta de estranhos, embora nem sempre (pode-se ter amigos estrangeiros). Ser estrangeiro implica passaportes e questões de cidadania ou pertencimento nacional, além de evocar sentimentos pessoais de aceitação ou rejeição ("quão exótico, quão estrangeiro" ou "estrangeiros, mantenham-se afastados!"). O estado de ser estranho também pode envolver status legal, mas geralmente pesa mais no aspecto afetivo: o "estranho em nosso meio" nem sempre é um estrangeiro; ele ou ela pode portar nosso passaporte e, mesmo assim, ser considerado — tanto subjetivamente quanto pelos outros — como não pertencente, não "um de nós" (ou, do ponto de vista do estranho, "um deles").
De acordo com Chris Rumford, referenciando o trabalho do sociólogo e filósofo Georg Simmel, "pessoas que estão fisicamente próximas podem ser distantes e aquelas que estão longe podem, de fato, estar próximas de muitas maneiras".:29 Com a concentração das populações em grandes cidades, as pessoas hoje possuem uma propensão historicamente alta a "viver entre estranhos".
Adotando uma visão estatista, os estranhos podem ser vistos como um desafio caótico à ordem imposta e buscada pelo Estado-nação, que então se vê diante do desafio de assimilar o estranho, expulsá-lo ou destruí-lo. Embora essa visão possa negligenciar questões importantes sobre qual autoridade define o estranho e como essa determinação é feita.:21–2

## Interações com estranhos
As interações com estranhos podem variar amplamente conforme as circunstâncias e as personalidades das pessoas envolvidas. Algumas pessoas não têm dificuldade em iniciar conversas com estranhos, enquanto outras sentem um forte desconforto diante da perspectiva de interagir com eles. No extremo oposto, há quem se entusiasme ao envolver-se em sexo com estranhos. O psicólogo Dan P. McAdams escreve:
Saber onde alguém se posiciona em relação à extroversão ou neuroticismo é, de fato, uma informação crucial na avaliação dos estranhos e de outros sobre os quais se sabe muito pouco. É o tipo de informação que os estranhos rapidamente extraem uns dos outros enquanto se avaliam mutuamente e antecipam futuras interações. É o tipo de informação ao qual as pessoas recorrem quando sabem pouco mais sobre o outro que está sendo observado.

### Ansiedade em relação a estranhos
Os bebês, em geral, são receptivos a estranhos até alcançarem a permanência do objeto e começarem a formar apegos. A partir daí, tipicamente surge a ansiedade em relação a estranhos, e crianças pequenas normalmente exibem sinais de angústia quando expostas a indivíduos desconhecidos, tendendo a preferir aqueles com quem estão familiarizadas em vez de estranhos.:392–3 Essa reação é geralmente denominada ansiedade em relação a estranhos ou cautela perante estranhos.:2158
Segundo uma revisão, a reação aos estranhos pode variar um pouco conforme o gênero. Enquanto não foram observadas diferenças de gênero aos três meses de idade, as meninas pareceram manifestar medo de estranhos em uma idade média mais precoce do que os meninos, por volta de oito a nove meses, embora os meninos logo alcançassem, e estudos com crianças de nove a 17 meses não registraram diferenças.:203 Estudos demonstram que bebês tendem a mostrar preferência por estranhos se estes estiverem próximos de sua própria idade. Contudo, essa preferência pode se inverter em situações que envolvam estímulos que provoquem medo.:23
A gravidade da ansiedade em relação a estranhos pode ser afetada pelo temperamento individual, capacidade de autorregulação e pela ansiedade dos cuidadores.:2158 Essa ansiedade pode ser mitigada por meio de diversas técnicas, incluindo a interação positiva entre o estranho e os acompanhantes, além de proporcionar ambientes familiares.:394

### Perigo dos estranhos
Para crianças mais velhas, orientações são frequentemente fornecidas em escolas e lares sobre o chamado "perigo dos estranhos". Isso decorre, em grande parte, dos temores públicos relacionados a infratores desconhecidos, indivíduos que podem se aproximar de crianças em locais públicos com a intenção de abduzir ou abusar, possivelmente devido, em parte, à percepção das crianças como alvos vulneráveis.:8:65–6 Estatisticamente, crianças abduzidas têm muito mais probabilidade de serem levadas por alguém que seja conhecido ou familiar. Segundo uma estimativa, as "abduções clássicas de estranhos" corresponderam a apenas 0,014% do total de crianças desaparecidas anualmente nos Estados Unidos, ou cerca de 14 por 100.000. Além disso, dentre todas as abduções por não familiares, a maioria (59%) ocorreu com adolescentes, e não com crianças. Em estatísticas similares relatadas pelo National Center for Missing & Exploited Children (NCMEC), apenas cerca de 1% das abduções foram cometidas por não familiares, enquanto 91% dos abduzidos foram classificados como fugitivos em risco.
Isso levou a apelos para desvalorizar o perigo dos estranhos, como disse Nancy McBride, do NCMEC, à NBC News, "vamos tirar o perigo dos estranhos e colocá-lo num museu. Precisamos ensinar às nossas crianças coisas que realmente as ajudem se estiverem em apuros." Essa ideia foi reiterada pelo sociólogo e diretor do Crimes Against Children Research Center, David Finkelhor, escrevendo no The Washington Post:
Seria muito melhor ensinar-lhes os sinais de pessoas (estranhos ou não) que se comportam de maneira inadequada: tocá-las de forma inapropriada, sendo excessivamente íntimos, tentando isolá-las, agindo como se estivessem embriagados, provocando os outros ou manejando armas de forma imprudente. Precisamos ajudar as crianças a praticar habilidades de recusa, de desengajamento e a como pedir ajuda.

### Em adultos
Em sua revisão da literatura sociológica, Semin e Fiedler concluíram que a percepção dos estranhos tende a se basear principalmente na pertença a um grupo, e na identidade destes como membro de um grupo externo, pois, por definição, um estranho não é conhecido individualmente. Isso pode ampliar os motivos ou intenções percebidas do estranho, mas também pode variar consideravelmente conforme as circunstâncias e o ambiente.:408 Entre os fatores ambientais, o desconforto físico – como estar em uma sala quente e lotada – tem demonstrado aumentar atitudes negativas em relação aos estranhos.:177
Evidências laboratoriais indicam que os indivíduos tendem a se comportar com menos modéstia quando se encontram face a face com estranhos, na ausência de amigos ou conhecidos. Conforme explicado por Joinson e colegas, "tendem a apresentar mais de suas qualidades ideais aos estranhos do que aos amigos." Contudo, isso parece se inverter quando dois estranhos se encontram online, sem a presença de amigos, o que resulta numa apresentação de si mesmos mais modesta do que nas interações online realizadas na presença de conhecidos.
No que diz respeito à disposição de revelar informações, pesquisadores identificaram o que foi denominado o fenômeno do estranho no trem, no qual os indivíduos tendem a compartilhar uma grande quantidade de informações pessoais com pessoas anônimas. Isso pode ser influenciado pela natureza temporária da relação e pelo fato de que o próprio estranho não tem acesso ao círculo social mais amplo do indivíduo. Como bem disse um autor, o fenômeno é, ironicamente, melhor descrito pelas palavras do escritor de viagem Paul Theroux, afirmando:
A conversa, assim como muitas outras que tive com pessoas em trens, derivava de uma franqueza espontânea proporcionada pela jornada compartilhada, o conforto do refeitório e a certa certeza de que nenhum de nós se veria novamente.:27
Isso pode ser útil para estimular a autorrevelação no contexto da terapia ou do aconselhamento, incentivando a abertura e a honestidade.:27:25 Contudo, pesquisas também sugerem que esse fenômeno é mediado pela expectativa de futuras interações com o estranho.:349

## Na religião
A tradução grega de "stranger" no Novo Testamento é xenos, que é a palavra-raiz da xenofobia, significando o medo de estranhos e de estrangeiros igualmente. Estranhos – e especialmente demonstrar hospitalidade a estranhos e àqueles necessitados – é um tema presente ao longo do Antigo Testamento, sendo "expandido — e até radicalizado — no Novo Testamento".:41–2
Na Versão King James do Antigo Testamento, o Êxodo 23:9 afirma: "Também não oprimirás o estranho: porque conhecereis o coração do estranho, pois fostes estrangeiros na terra do Egito". Outras traduções, por vezes, usam "estrangeiro" em vez de "estranho".

## Observações pelo estranho
Existe, na literatura sociológica, o conceito do "estranho profissional", isto é, a pessoa que intencionalmente mantém uma distância intelectual da comunidade para poder observá-la e compreendê-la.
A análise de diferentes teorias sobre o estranho ressaltou que certos tipos de estranhos desenvolvem poderes especiais de observação devido à sua posição espacial e social.

...
As teorias do estranho fizeram alusão a estranhos intermediários, como pessoas ambivalentes, o gênio, o homem marginal e o cosmopolita, que desenvolvem um tipo de conhecimento híbrido ou consciência híbrida que desafia o conhecimento convencional... eles são estranhos profissionais porque existe uma desigualdade, pois a construção de significado e compreensão está inclinada a favor do primeiro.
...

Contudo, esses estranhos intermediários nem sempre estão associados ao estranho enquanto Outro ou estrangeiro.